# Akdeğirmen-Talsperre
Die Akdeğirmen-Talsperre (türkisch Akdeğirmen Barajı) befindet sich 30 km westlich der Provinzhauptstadt Afyonkarahisar in der gleichnamigen Provinz.
Die Akdeğirmen-Talsperre wurde in den Jahren 1998–2009 3,5 km oberhalb der Ortschaft Ayvalı am Oberlauf des Akarçay (auch Bacak Deresi oder Nacak Çayı) errichtet. 
Sie dient der Trinkwasserversorgung sowie der Bewässerung einer Fläche von 8552 ha. 
Das Absperrbauwerk ist ein 34,5 m hoher Erdschüttdamm.  
Das Dammvolumen beträgt 1.200.000 m³.   
Der Stausee bedeckt bei Normalstau eine Fläche von 6 km². 
Der Speicherraum liegt bei 50 Mio. m³. Am Südufer des Stausees befindet sich die Ortschaft Düzağaç im Landkreis Sinanpaşa.